# Río Awatere
El río Awatere es un gran río que fluye por Marlborough (Nueva Zelanda). Fluye a lo largo de la traza de la falla activa de Awatere y corre hacia el noreste a través de un valle recto al oeste de las montañas de Inland Kaikoura. Este valle es paralelo al del río Waiau Toa / Clarence, 20 kilómetros al sur.
Fluye a lo largo de 110 kilómetros desde su nacimiento en el interior montañoso hasta llegar al estrecho de Cook, cerca de la ciudad de Seddon.
El Ministerio de Cultura y Patrimonio de Nueva Zelanda traduce Awatere como "río rápido".

## Puente del río Awatere

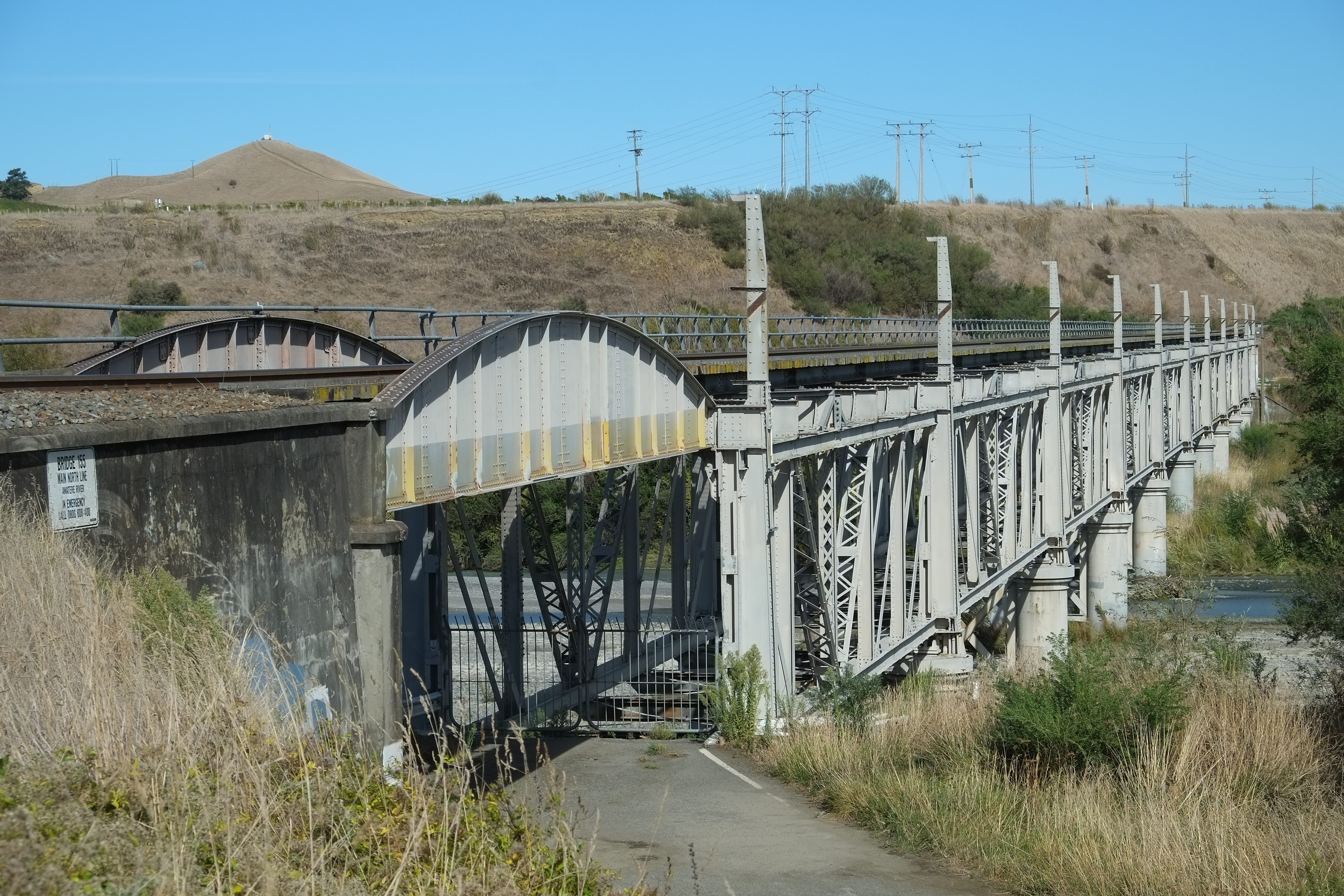
Puente ferroviario del río Awatere al norte de Seddon

En 1887, el río Awatere no tenía ningún puente que lo cruzara y, en ese momento, el Parlamento señaló que era el único río sin puente entre Picton y Bluff. En 1896 comenzó la planificación de un puente conjunto de carretera y ferrocarril de 325 metros, diseñado por Peter Seton Hay, y la construcción por parte de Scott Brothers Ltd, una empresa con sede en Christchurch, comenzó dos años después. En aquella época, la construcción de puentes carecía de la tecnología de ingeniería moderna que se utiliza hoy en día, y gran parte de la construcción se realizaba mediante la fuerza humana y animal. La colocación de los cajones que formaban los cimientos del puente era notoriamente traicionera para los trabajadores. La construcción finalizó el 18 de julio de 1901.  El puente original de carretera y ferrocarril se inauguró el 10 de octubre de 1902. La construcción duró tres años y costó 22.500 libras. Se gastaron otras 118 libras en añadir un cortavientos para proteger a los trenes.
La carretera estatal 1 cruza el río Awatere en su punto actual, justo al norte de Seddon. El puente inicial siguió siendo el cruce hasta 2007, cuando se añadieron recientemente semáforos en ambos sentidos para controlar los vehículos en la plataforma, que sólo era lo suficientemente ancha para un carril de tráfico. Se construyó un nuevo puente de carretera de dos carriles por valor de 15 millones de dólares, siendo el ferrocarril el único uso del puente original. El nuevo puente de carretera se abrió al tráfico en diciembre de 2008 y se inauguró oficialmente el 31 de enero de 2009. El tablero para vehículos del puente original se desmanteló por considerarse demasiado caro para mantener su uso para peatones y ciclistas.